# Ku Klux Klan (chanson)
Cet article concerne une chanson française. Pour l’organisation suprémaciste, voir Ku Klux Klan.
Pistes de Eddy Paris Mitchell
Quelque chose qui ressemble à ça Oldie But Goodie
Ku Klux Klan est une chanson écrite par Eddy Mitchell (sous son vrai nom, Claude Moine) et composée par Pierre Papadiamandis. Troisième titre de l'album Eddy Paris Mitchell, elle sort en 1986.

## Origines de la Chanson
La chanson fait référence à une expérience personnelle d'Eddy Mitchell lorsqu'il était en voyage dans le Sud des États-Unis, plus précisément dans l'État de l'Alabama. Le chanteur se retrouve ainsi dans ce qu'il croit être une fête locale, de type kermesse, où l'on se rend en famille accompagné des enfants. L'ambiance a l'air sympathique, avec de la musique country, des hamburgers, des cheesecakes, des tartes aux pommes, du Coca Cola, mais pas d'alcool. Très vite il déchante, lorsqu'apparaissent des hommes cagoulés de blanc (des membres du Ku Klux Klan) et il s'éclipse vers la sortie lorsque des croix commencent à brûler.

## Extraits des paroles

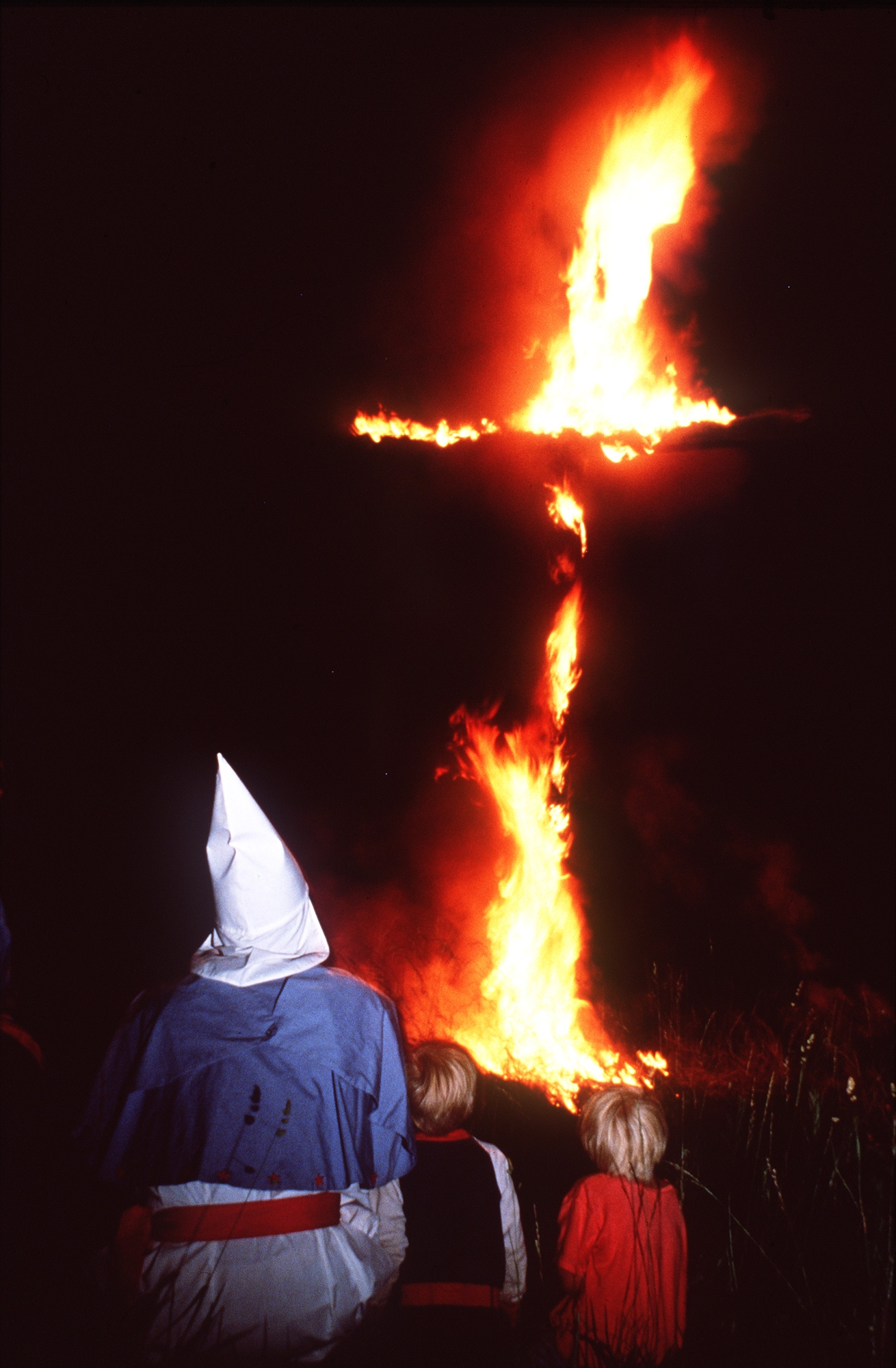
Croix enflammée lors d'une réunion du KKK en 1987, dans le comté de Jackson, Ohio.

« Y'avait de la bière, des hot-dogs, du ketchup d'l'hamburger, Mais pas d'hommes de couleur. Ça se voulait kermesse sympa, Des gosses, des tombolas, Mais qu'est-ce que j'foutais là ? Dans la bouche y avait le goût des moules, Peut-être parce que j'avais pas de cagoule, C'est dur si t'es pas militant, De te retrouver dans le . [...] Leur prêtre c'est le Grand Dragon, leur maître à penser, leur patron, Il prêche pour le pouvoir blanc, [...], Les juifs, les noirs, Avec eux n'ont aucun espoir, Il faut être blanc, Pas catholique mais protestant, Dans le Ku Klux Klan. J'regardais brûler des croix, Le nez dans mon Coca, Qu'était chaud, j'étais froid, J'ai repéré la sortie, [...], Disparu dans la nuit, Touriste en Alabama, C'est sûr on ne m'y reprendra pas, Y a trop de facho dans ce pays, Où même l'alcool est interdit [...] »

## Autour de la chanson
Eddy Mitchell évoque déjà le Ku Klux Klan en 1982 dans l'adaptation qu'il fait pour Johnny Hallyday du titre américain Sweet Home Alabama (Carte postale d'Alabama, sur l'album La Peur).